# インターコンチネンタル航空256便墜落事故
インターコンチネンタル航空256便墜落事故（インターコンチネンタルこうくう256びんついらくじこ）は、1995年1月10日に発生した航空事故である。エルドラド国際空港からラファエル・ヌニェス国際空港へ向かっていたインターコンチネンタル航空256便（ダグラス DC-9-14）がラファエル・ヌニェス国際空港への進入中に墜落し、乗員乗客52人中51人が死亡した。唯一の生存者は9歳の少女であった。

## 飛行の詳細

### 事故機
事故機のダグラス DC-9-14（HK-3839X）は製造番号45742として製造され、1966年2月15日に初飛行した。当初の機体記号はN8901Eであり、エンジンはプラット・アンド・ホイットニー JT8D-7Aが搭載されていた。同機は1966年4月26日にイースタン航空に引き渡され、1979年5月31日にテキサス国際航空に売却されるまで運用された。同社は1982年にコンチネンタル航空に吸収合併されたため同機もコンチネンタル航空機となり、そこで”City of Mexico City”と命名された。またエンジンは
はJT8D-7Bへとアップグレードされ、座席数も変更された。同機がインターコンチネンタル航空へと売却されたのは1993年4月29日で、その際に機体記号がHK-3839Xへと変更された。機齢はほぼ29年で、事故までの総飛行時間は65,084時間、総飛行サイクルは69,716回であった。

### 乗員・乗客
機長は39歳の男性、副操縦士は36歳の男性であり、客室乗務員は3人であった。乗客は47人であり、全員がコロンビア人であった。

## 事故の経緯
256便は12時10分の出発予定であったが前便の影響で出発が遅れ、最終的に256便がエルドラド国際空港を出発したのは18時45分であった。その後、256便は19時09分にFL310（高度9,400メートル）まで上昇した。
19時26分、ラファエル・ヌニェス国際空港へのアプローチ中に256便はバランキージャの管制からFL140（高度4,300メートル）まで降下する許可を得るとともに、FL200（高度6,100メートル）に到達した際に報告するよう指示された。その後、19時33分に256便はFL200を通過した。256便からの最後の連絡があったのは、同機がさらに高度2,400メートルまで高度を下げた時であった。
19時38分、セスナ機によって運航されていたアエロラペス209便の乗員から管制に｢急速に降下する航空機の光を目撃し、その後地上で爆発があった」との報告があった。256便はラファエル・ヌニェス国際空港から56キロメートル離れた湿地帯に墜落しており、墜落の衝撃で機体は3つに分断されていた。この事故で乗員乗客52人中51人が死亡した。
唯一の生存者は9歳の少女で、事故で死亡した両親と弟とともに256便に搭乗していた。少女は腕を骨折していたが、それを除けば怪我は打撲と痣であった。少女によれば彼女の母親も墜落直後は生存しており、少女を炎から遠ざけるために彼女を野菜の山の脇に押しやったとのことである。少女は駆けつけてきた現地住民によって発見された。彼女は、墜落現場で略奪行為があり、父親から貰ったネックレスを盗まれたと話した。この略奪行為は後に確認され、少女は盗まれたネックレスの返還を求めたが、それが叶うことはなかった。

## 事故調査
セスナ機の乗員が爆発があったことを報告したことから、当初はアビアンカ航空203便爆破事件のようなテロ攻撃の疑いが持たれた。しかし、爆発物の痕跡は確認されず、捜査当局によってその爆発は256便が墜落した際のものであると断定された。
事故原因は高度計の設定ミスである可能性が高いとされている。墜落時に第1高度計は誤った高度（4,900メートル）を示しており、第2高度計は正常に作動していたもののライトが点灯していなかったため、パイロットは2つの測定値を比較することができなかった。その他の要因としてはレーダーの観測が不十分であったことや晴天によってパイロットが空間識失調に陥ったこと、航空会社のパイロットに対する訓練が不十分であったことが挙げられている。また事故当時にコックピットボイスレコーダー（CVR）が作動していなかったため、対地接近警報装置が正常に作動していなかったのか、あるいは作動していたもののパイロットの対応が間に合わなかったのかどうかを断定することができなかった。